# Sthénébée
Pour les articles homonymes, voir Sthénébée (homonymie).
Dans la mythologie grecque, Sthénébée (en grec ancien Σθενέβοια / Sthenéboia), aussi appelée Antéia dans l'Iliade d'Homère et dans l'Astronomie d'Hygin, est l'épouse de Proétos (roi de Tirynthe), de qui elle a Mégapenthès, Lisippé (it), Iphinoé (de) et Iphianassa (it).
Son ascendance est confuse : ainsi le pseudo-Apollodore en fait la fille de Iobatès ou Amphianax (rois de Lycie) au livre II, mais celle d'Aphéidas (roi d'Arcadie) au livre III.
Dans toutes les versions du mythe de Bellérophon où elle est citée, la présence de ce dernier au palais est expliqué par certains auteurs afin de purifier un crime qu'il aurait commis à Corinthe,, Sthénébée tombe amoureuse du jeune héros et tente de le charmer par tous les moyens. Chez Hygin, elle en vient même à lui proposer le trône de son mari mais elle est toujours repoussée par Bellérophon ce qui la pousse à l'accuser auprès de Proétos d'avoir cherché à la séduire. Proétos ne pouvant pas tuer son hôte, il décide de l'envoyer chez son beau-père, Iobatès, afin qu'il puisse laver l'honneur de la reine.
Le sort de Sthénébée est bien souvent tragique, en effet dans une des Fables d'Hygin, celle qui concerne les femmes qui se sont ôtées la vie, Sthénébée se suicide car Bellérophon ne lui a pas retourné l'amour qu'elle lui portait. 

## Sthénébéed'Euripide
Dans les fragments que nous avons aujourd'hui de la pièce d'Euripide, Sthénébée (la), la reine, émue de voir Bellérophon revenir au palais après avoir tué Chimère, voit ses sentiments se décupler et tente une nouvelle fois de séduire le héros mais ce dernier refuse à nouveau ses avances. Sthénébée décide alors de se venger une fois pour toutes de Bellérophon et complote avec Proétos contre lui. Bellérophon, mis au courant par une tierce personne du plan fomenté contre lui, décide de se venger demande à la nourrice de Sthénébée de lui annoncer que ses sentiments ont changé et qu'il veut l'emmener avec lui en Carie sur le dos de Pégase. Aveuglée par ses sentiments pour le héros, Sthénébée part avec lui, ne sachant pas ce qu'il préparait pour elle. Une fois au-dessus de la mer, Bellérophon précipite Sthénébée dans l'eau où elle meurt et son corps est alors retrouvé près de l'île de Mélos par des pêcheurs qui l'emmenèrent au roi Proétos. Bellérophon revient alors expliquer son acte au roi et celui-ci comprend alors que Sthénébée a menti au sujet du héros et regrette d'avoir cru sa femme. Bellérophon se complait alors dans sa vengeance, avoir tué la femme qui l'avait fait exiler et le roi qui avait voulu le tuer.